# Coppa Italia Primavera 2021-2022
La Coppa Italia Primavera 2021-2022, denominata Primavera TIMvision Cup per questioni di sponsorizzazione, è stata la cinquantesima edizione del torneo riservato alle squadre giovanili iscritte al Campionato Primavera 1 2021-2022 e Campionato Primavera 2 2021-2022. Il torneo è iniziato il 15 settembre 2021 ed è terminato il 4 maggio 2022.
La Fiorentina si è confermata per la quarta volta consecutiva, conquistando il trofeo per la settima volta nella sua storia.

## Formula
La competizione si articola su turni successivi ad eliminazione diretta: turno preliminare; trentaduesimi; sedicesimi; ottavi di finale; quarti di finale; semifinali; finale. Tutte le gare si svolgono ad eliminazione diretta in gara unica; in caso di parità si procede con i tempi supplementari e in caso di ulteriore parità con i tiri di rigore.

Le società sono posizionate in un tabellone di tipo tennistico con posti dal n. 1 al n. 40. Gli accoppiamenti del turno preliminare sono determinati su base geografica e non prevedono l'assegnazione di numeri.
|                                      | Squadre che entrano in questo turno | Squadre qualificate dal turno precedente  |
| ------------------------------------ | --- | ----------------------------------------- |
| Turno preliminare (8 squadre)        | - 8 squadre del Campionato Primavera 2 - 4 squadre partecipanti al Campionato Primavera 2 2020-2021 con il punteggio più basso - 4 squadre ammesse al Campionato Primavera 2 2021-2022 |                                           |
| Trentaduesimi di finale (32 squadre) | - 10 squadre del Campionato Primavera 1 - 5 squadre del Campionato Primavera 1 2020-2021 meglio classificate - 1 squadra vincente il play-out del Campionato Primavera 1 2020-2021 - 4 squadre promosse dal Campionato Primavera 2 2020-2021 - 18 squadre del Campionato Primavera 2 - 1 squadra perdente il play-out del Campionato Primavera 1 2020-2021 - 1 squadre retrocessa dal Campionato Primavera 1 2020-2021 - 16 squadre partecipanti al Campionato Primavera 2 2020-2021 | - 4 vincenti del turno preliminare        |
| Sedicesimi di finale (16 squadre)    | | - 16 vincenti dei trentaduesimi di finale |
| Ottavi di finale (16 squadre)        | - 8 squadre del Campionato Primavera 1 con numero 1-8 - 1 squadra vincitrice della Coppa Italia Primavera 2020-2021 - 7 squadre dal Campionato Primavera 1 2020-2021 (dal 1º al 7º posto) | - 8 vincenti dei sedicesimi di finale     |
| Quarti di finale (8 squadre)         | | - 8 vincenti degli ottavi di finale       |
| Semifinali (4 squadre)               | | - 4 vincenti dei quarti di finale         |
| Finale (2 squadre)                   | | - 2 vincenti delle semifinali             |

## Squadre
| Squadre                | Rank                   |
| Campionato Primavera 1 | Campionato Primavera 1 |
| ---------------------- | ---------------------- |
| Fiorentina             | 1                      |
| Sampdoria              | 2                      |
| Inter                  | 3                      |
| Juventus               | 4                      |
| Roma                   | 5                      |
| Atalanta               | 6                      |
| Empoli                 | 7                      |
| SPAL                   | 8                      |

| Squadre                | Rank                   |
| Campionato Primavera 1 | Campionato Primavera 1 |
| ---------------------- | ---------------------- |
| Sassuolo               | 9                      |
| Genoa                  | 10                     |
| Milan                  | 11                     |
| Cagliari               | 12                     |
| Torino                 | 13                     |
| Bologna                | 14                     |
| Pescara                | 15                     |
| Verona                 | 16                     |
| Lecce                  | 17                     |
| Napoli                 | 18                     |

| Squadre                | Rank                   |
| Campionato Primavera 2 | Campionato Primavera 2 |
| ---------------------- | ---------------------- |
| Lazio                  | 19                     |
| Ascoli                 | 20                     |
| Parma                  | 21                     |
| Cremonese              | 22                     |
| Brescia                | 23                     |
| Virtus Entella         | 24                     |
| L.R. Vicenza           | 25                     |
| Udinese                | 26                     |
| Frosinone              | 27                     |
| Cosenza                | 28                     |
| Spezia                 | 29                     |
| Crotone                | 30                     |
| Benevento              | 31                     |
| Pordenone              | 32                     |
| Venezia                | 33                     |
| Pisa                   | 34                     |
| Reggina                | 35                     |
| Monza                  | 36                     |

| Squadre                |                        |
| Campionato Primavera 2 | Campionato Primavera 2 |
| ---------------------- | ---------------------- |
| Reggiana               |                        |
| Cittadella             |                        |
| Salernitana            |                        |
| Cesena                 |                        |
| Como                   |                        |
| Alessandria            |                        |
| Perugia                |                        |
| Ternana                |                        |

## Turno preliminare
| Squadra 1         | Risultato   | Squadra 2   |
| ----------------- | ----------- | ----------- |
| 15 settembre 2021 |             |             |
| Reggiana          | 3 - 4 (dts) | Alessandria |
| Cittadella        | 1 - 2 (dts) | Como        |
| Salernitana       | 4 - 0       | Ternana     |
| Cesena            | 1 - 3       | Perugia     |

## Trentaduesimi di finale
| Squadra 1         | Risultato       | Squadra 2      |
| ----------------- | --------------- | -------------- |
| 22 settembre 2021 |                 |                |
| Milan             | 6 - 0           | Como           |
| Brescia           | 6 - 0           | Pordenone      |
| Verona            | 2 - 1           | Venezia        |
| Napoli            | 2 - 0           | Benevento      |
| Cosenza           | 3 - 2           | Crotone        |
| Lazio             | 2 - 0           | Reggina        |
| Lecce             | 2 - 1           | Salernitana    |
| Genoa             | 0 - 2           | Alessandria    |
| Torino            | 3 - 0           | Virtus Entella |
| Parma             | 3 - 2 (dts)     | Cremonese      |
| Cagliari          | 4 - 0           | Monza          |
| Bologna           | 2 - 3 (dts)     | Pisa           |
| Ascoli            | 2 - 1           | Frosinone      |
| Pescara           | 0 - 3 (tav.)    | Spezia         |
| Sassuolo          | 3 - 0           | Perugia        |
| 23 settembre 2021 |                 |                |
| L.R. Vicenza      | 3 - 3 (3-5 dtr) | Udinese        |

## Sedicesimi di finale
| Squadra 1       | Risultato | Squadra 2   |
| --------------- | --------- | ----------- |
| 26 ottobre 2021 |           |             |
| Verona          | 2 - 1     | Udinese     |
| 27 ottobre 2021 |           |             |
| Milan           | 2 - 1     | Brescia     |
| Napoli          | 0 - 1     | Cosenza     |
| Lecce           | 1 - 2     | Lazio       |
| Torino          | 3 - 2     | Alessandria |
| Cagliari        | 2 - 1     | Parma       |
| Ascoli          | 3 - 1     | Pisa        |
| Sassuolo        | 1 - 0     | Spezia      |

## Ottavi di finale
| Squadra 1        | Risultato       | Squadra 2 |
| ---------------- | --------------- | --------- |
| 1º dicembre 2021 |                 |           |
| Fiorentina       | 4 - 3           | Milan     |
| SPAL             | 3 - 2           | Verona    |
| Roma             | 2 - 0           | Cosenza   |
| Juventus         | 1 - 0           | Lazio     |
| Sampdoria        | 3 - 2 (dts)     | Torino    |
| Atalanta         | 2 - 2 (6-5 dtr) | Cagliari  |
| Empoli           | 4 - 1           | Ascoli    |
| Inter            | 0 - 0 (2-4 dtr) | Sassuolo  |

## Quarti di finale
| Squadra 1        | Risultato       | Squadra 2 |
| ---------------- | --------------- | --------- |
| 23 febbraio 2022 |                 |           |
| Fiorentina       | 2 - 1           | SPAL      |
| Juventus         | 2 - 2 (3-4 dtr) | Roma      |
| Sampdoria        | 2 - 4           | Atalanta  |
| Empoli           | 1 - 0 (dts)     | Sassuolo  |

## Semifinali
| Squadra 1     | Risultato | Squadra 2 |
| ------------- | --------- | --------- |
| 6 aprile 2022 |           |           |
| Fiorentina    | 5 - 2     | Roma      |
| Atalanta      | 3 - 0     | Empoli    |

## Finale
| Squadra 1  | Risultato | Squadra 2 |
| ---------- | --------- | --------- |
| Fiorentina | 1 - 0     | Atalanta  |

### Tabellino
| Arbitro: | Gualtieri (Asti) |

|                 |           |  |
| Corradini 90+3’ | Marcatori |  |

## Classifica marcatori
Aggiornata al 4 maggio 2022.
| Gol |  |  | Giocatore          | Squadra    |
| --- |  |  | ------------------ | ---------- |
| 4   |  |  | Valerio Crespi     | Lazio      |
| 3   |  |  | Alessandro Bianco  | Fiorentina |
| 3   |  |  | Jacopo Desogus     | Cagliari   |
| 3   |  |  | Lorenzo Di Stefano | Sampdoria  |
| 3   |  |  | Michele Masala     | Cagliari   |
| 3   |  |  | Eljon Toçi         | Fiorentina |
| 3   |  |  | Teun Wilke         | Spal       |